# Time Warner Center South Tower
Time Warner Center South Tower – jedna z dwóch bliźniaczych wież w Nowym Jorku, w USA. Budynek ma 229 metrów wysokości oraz 55 kondygnacji. Został zaprojektowany przez firmę Skidmore, Owings & Merrill.